# خداع أبوي
الخداع الأبوي عبارة عن شكل من أشكال التمويه التي يتم تنفيذها بزعم أنها تفيد مصالح الشخص الذي يتم خداعه من خلال شخص منوط به القيام بالدور الأبوي، سواء كان هذا الشخص هو الوالد الفعلي للمخدوع أم لا. وهو يهدف إلى التأثير على الجسم والمشاعر وليس على السلوكيات، في محاولة للتدخل في حرية الشخص بما يحقق مصالحه الخاصة. ويكون هذا الخداع مبررًا بالصالح الذي يهدف إلى تحقيقه تجاه رفاهية الشخص المخدوع.
ومن بين أمثلة الخداع الأبوي قيام الطبيب بإخبار الأم بأن طفلتها بخير، رغم أنه يعلم أنها على وشك الوفاة. فالطبيب يتصرف بشكل أبوي، للحفاظ على مشاعر الأم بدون محاولة التحكم في سلوكياتها أو حرية تصرفاتها.

## المشكلات
- إذا أتيحت الفرصة للشخص المخدوع بإعطاء أحكام، فهل سيوافق على أن يتعرض للخداع؟ ويدفع ذلك أولئك الذين يتصرفون بدور أبوي إلى الدفاع عن تصرفاتهم فيما يتعلق بالخداع إلى القول بأن هذا الخداع كان لصالح الشخص المخدوع.
- وإذا اكتشف الشخص المخدوع أنه تم الكذب عليه، فربما لا يمكن حل المشكلات ويمكن أن يظهر استياء غير مرغوب فيه، سواء كان ذلك الخداع لصالحهم أم لا.[3]

## كتابات أخرى
- Carson، Thomas (2010). Lying and Deception: Theory and Practice. Oxford University Press. ISBN:9780199577415.
- Sartorius، Rolf (1984). Paternalism. University Of Minnesota Press. ISBN:9780816611744.